# Małgorzata Sokołowska-Wojdyło
Małgorzata Maria Sokołowska-Wojdyło (ur. 1973) – polska dermatolog, profesor hab. nauk medycznych, profesor Katedry i Kliniki Dermatologii, Wenerologii i Alergologii, prodziekan Wydziału Lekarskiego Gdańskiego Uniwersytetu Medycznego.

## Życiorys
W 1997 ukończyła studia medyczne w Akademii Medycznej w Gdańsku, 17 października 2002 obroniła pracę doktorską Przydatność badań molekularnych receptora TCR w diagnostyce chłoniaków skóry z komórek T, 19 stycznia 2012 habilitowała się na podstawie pracy zatytułowanej Rola chemokin, ich receptorów i antygenu CD26 w diagnostyce ziarniniaka grzybiastego i zespołu Sézary'ego – przyczynek do patogenezy chłoniaków pierwotnych skóry. 28 września 2018 nadano jej tytuł profesora w zakresie nauk medycznych
Została zatrudniona na stanowisku profesora w Katedrze i Klinice Dermatologii, Wenerologii i Alergologii na Wydziale Lekarskim z Oddziałem Stomatologicznym Gdańskiego Uniwersytetu Medycznego.
Piastuje funkcję profesora w Katedrze i Klinice Dermatologii, Wenerologii i Alergologii oraz prodziekana na Wydziale Lekarskim Gdańskiego Uniwersytetu Medycznego.